# Classe aperta
In grammatica, si definisce classe aperta una categoria di parole, unita tra loro per la funzione logica in comune (come sostantivi, aggettivi eccetera) che non può essere considerata finita nella creazione di termini in quella categoria, in quanto il tempo che passa e, soprattutto, la conoscenza di nuovi soggetti, attributi od altri elementi grammaticali, contribuisce alla creazione di nuove parole da adattare alle esigenze dei sempre nuovi orizzonti, perciò il vocabolario, si arricchisce, di volta in volta, di nuove parole legate ad invenzioni, a scoperte od a semplici sinonimi dettati dal bisogno di distinguere il significato, sempre più spesso multiplo ed ambiguo, di molti vocaboli già esistenti. L'esatto contrario della classe aperta è detto classe chiusa, dove a determinati termini non si aggiunge la possibilità di crearne di nuovi della medesima funzione logica testuale. Sostantivo, aggettivo e verbo sono i tre generi di parole che costituiscono, nella grammatica di qualunque lingua, una classe linguistica aperta.